# Percey
Percey is een gemeente in het Franse departement Yonne (regio Bourgogne-Franche-Comté) en telt 257 inwoners (1999). De plaats maakt deel uit van het arrondissement Avallon.
Het ligt aan de kanaal de Bourgogne, op de Rue Nationale (D905) tussen Saint-Floretin en Tonnere.
Percey is de hoofdplaats van de gemeente. Andere dorpen zijn: Les Milleries, Buteaux, La Chaussee, La Sogne.
In het dorp bevinden zich het Château de Percey en de bijbehorende fermette, de kerk en een oude herberg.  De kerk en het kasteel zijn te bezichtigen.

## Geografie
De oppervlakte van Percey bedraagt 9,6 km², de bevolkingsdichtheid is 26,8 inwoners per km².
De onderstaande kaart toont de ligging van Percey met de belangrijkste infrastructuur en aangrenzende gemeenten.

## Demografie
Onderstaande figuur toont het verloop van het inwonertal (bron: INSEE-tellingen).